# Limbang
Limbang est une ville de Malaisie qui se trouve dans l'État du Sarawak. En 2000 sa population était de 40 959 habitants. Elle se trouve entre les deux moitiés du Brunei.